# Sailly-en-Ostrevent
Pour les articles homonymes, voir Sailly.
Sailly-en-Ostrevent est une commune française située dans le département du Pas-de-Calais en région Hauts-de-France. Ses habitants sont appelés les Saillysiens. La commune est membre de la communauté de communes Osartis Marquion. Sur le territoire de la commune se trouve le tumulus des Sept-Bonnettes classé monument historique.

## Géographie

### Localisation
Localisée dans le sud-est du département du Pas-de-Calais, Sailly-en-Ostrevent est un bourg rural situé, à vol d'oiseau, à 4 km au sud de la commune de Vitry-en-Artois, dont il est limitrophe, et à 15 km à l'est de la commune d’Arras (chef-lieu d'arrondissement et préfecture du Pas-de-Calais).
Le territoire de la commune est limitrophe de ceux de neuf communes.
Les communes limitrophes sont Vitry-en-Artois, Biache-Saint-Vaast, Boiry-Notre-Dame, Étaing, Éterpigny, Hamblain-les-Prés, Noyelles-sous-Bellonne, Rémy et Tortequesne.

### Géologie et relief
La superficie de la commune est de 7,43 km2 ; son altitude varie de 38  à   74 m.

### Hydrographie
La commune, située dans le bassin Artois-Picardie, est, selon le Service d'administration nationale des données et référentiels sur l'eau (Sandre), drainée par trois cours d'eau :
- le Trinquis, d'une longueur de 9,76 km, qui prend sa source dans la commune de Rœux et se jette dans la Sensée au niveau de la commune d’Étaing[4] ;

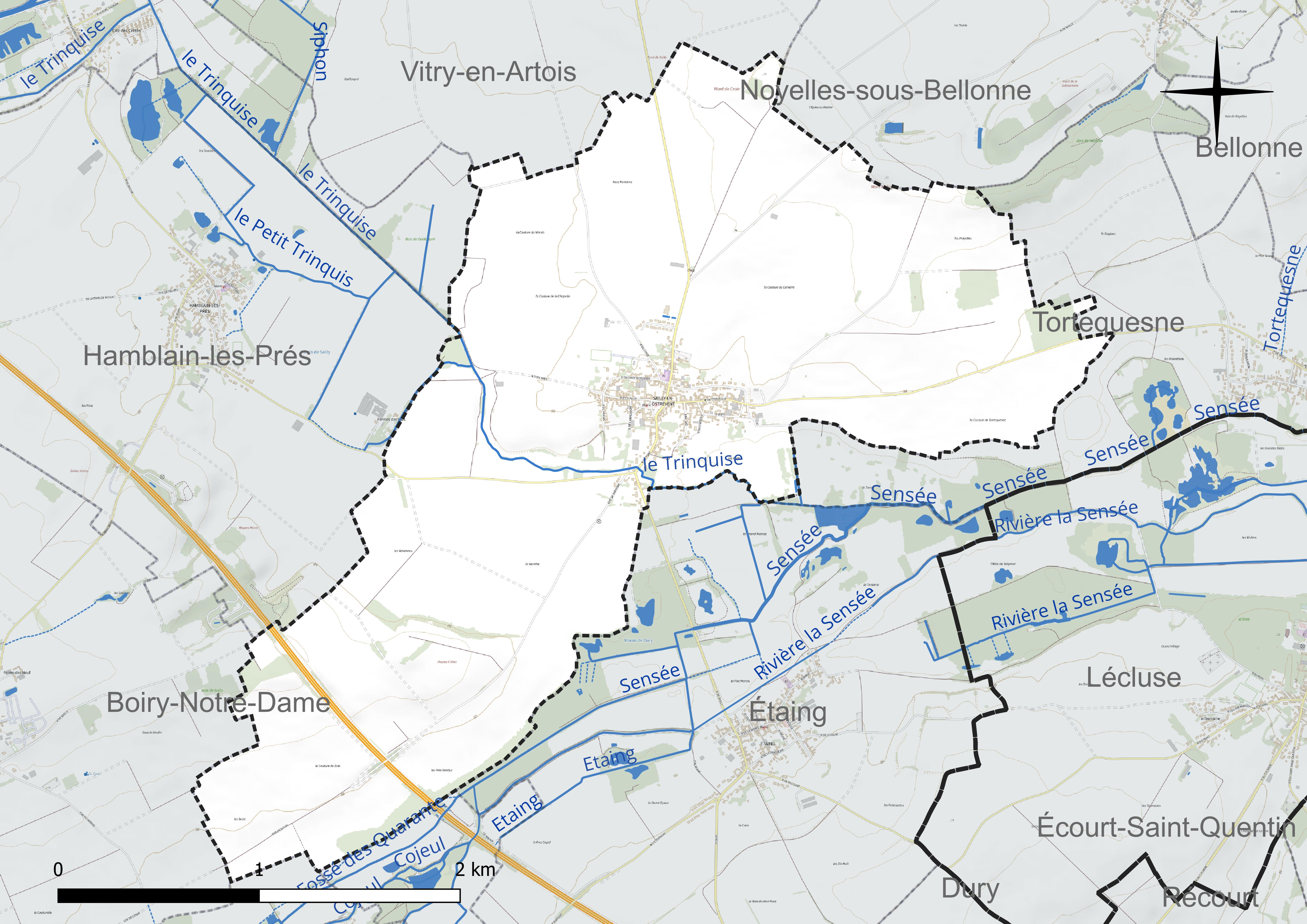
Réseau hydrographique de Sailly-en-Ostrevent.

- le ruisseau le petit Trinquise, d'une longueur de 2,01 km, qui prend sa source dans la commune d’Hamblain-les-Prés et se jette dans le Trinquis au niveau de la commune[5] ;
- un cours d'eau au toponyme hydrographique inconnu, d'une longueur de 1,53 km qui prend sa source dans la commune et se jette dans le ruisseau le petit Trinquise au niveau de la commune d'Hamblain-les-Prés[6].

### Climat
Pour des articles plus généraux, voir Climat des Hauts-de-France et Climat du Nord-Pas-de-Calais.
En 2010, le climat de la commune est de type climat océanique dégradé des plaines du Centre et du Nord, selon une étude du Centre national de la recherche scientifique (CNRS) s'appuyant sur une série de données couvrant la période 1971-2000. En 2020, Météo-France publie une typologie des climats de la France métropolitaine dans laquelle la commune est exposée à un climat océanique et est dans la région climatique Nord-est du bassin Parisien, caractérisée par un ensoleillement médiocre, une pluviométrie moyenne régulièrement répartie au cours de l’année et un hiver froid (3 °C).
Pour la période 1971-2000, la température annuelle moyenne est de 10,6 °C, avec une amplitude thermique annuelle de 14,3 °C. Le cumul annuel moyen de précipitations est de 696 mm, avec 11,8 jours de précipitations en janvier et 9 jours en juillet. Pour la période 1991-2020, la température moyenne annuelle observée sur la station météorologique la plus proche, située sur la commune de Wancourt à 10 km à vol d'oiseau, est de 10,8 °C et le cumul annuel moyen de précipitations est de 711,4 mm,. Pour l'avenir, les paramètres climatiques de la commune estimés pour 2050 selon différents scénarios d'émission de gaz à effet de serre sont consultables sur un site dédié publié par Météo-France en novembre 2022.

### Milieux naturels et biodiversité

#### Zones naturelles d'intérêt écologique, faunistique et floristique
L’inventaire des zones naturelles d'intérêt écologique, faunistique et floristique (ZNIEFF) a pour objectif de réaliser une couverture des zones les plus intéressantes sur le plan écologique, essentiellement dans la perspective d’améliorer la connaissance du patrimoine naturel national et de fournir aux différents décideurs un outil d’aide à la prise en compte de l’environnement dans l’aménagement du territoire.
Le territoire communal comprend une ZNIEFF de type 2 : le complexe écologique de la vallée de la Sensée. Cette ZNIEFF s’étend sur plus de 20 kilomètres depuis les communes de Remy et Haucourt jusqu’à la confluence de la rivière canalisée avec l’Escaut. Elle forme une longue dépression à fond tourbeux, creusée entre des plateaux aux larges ondulations ; Ostrevent au nord, bas-Artois au Sud et Cambrésis à l’est.

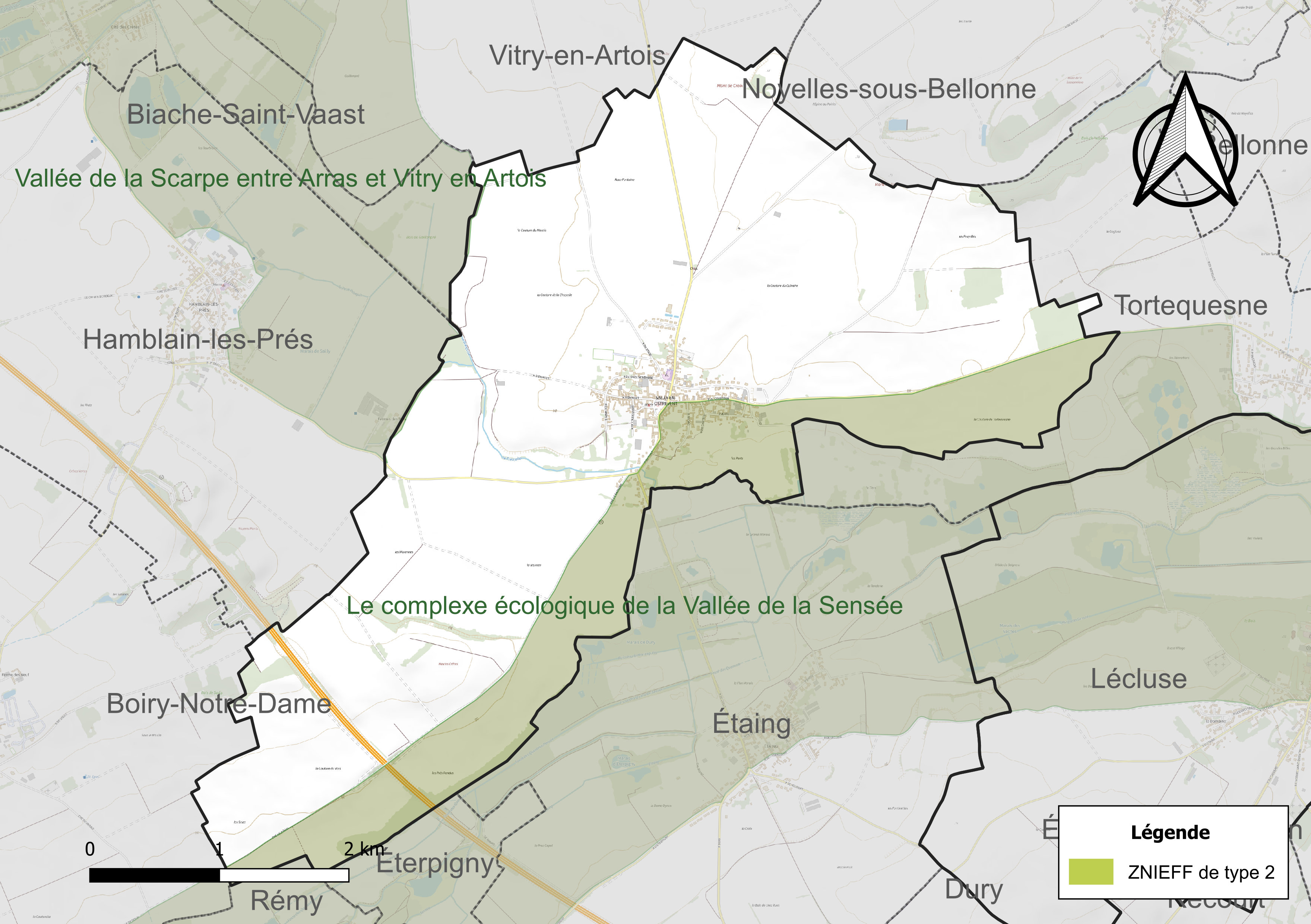
Carte de la ZNIEFF sur la commune.

#### Espèces faunistiques et floristiques
L’Inventaire national du patrimoine naturel (INPN) recense plusieurs espèces faunistiques et floristiques sur le territoire de la commune dont certaines sont protégées et d’autres menacées et quasi-menacées.

## Urbanisme

### Typologie
Au 1er janvier 2024, Sailly-en-Ostrevent est catégorisée bourg rural, selon la nouvelle grille communale de densité à sept niveaux définie par l'Insee en 2022.
Elle est située hors unité urbaine. Par ailleurs la commune fait partie de l'aire d'attraction de Douai, dont elle est une commune de la couronne,. Cette aire, qui regroupe 61 communes, est catégorisée dans les aires de 50 000 à moins de 200 000 habitants,.

### Occupation des sols
L'occupation des sols de la commune, telle qu'elle ressort de la base de données européenne d’occupation biophysique des sols Corine Land Cover (CLC), est marquée par l'importance des territoires agricoles (93,2 % en 2018), en diminution par rapport à 1990 (94,1 %). La répartition détaillée en 2018 est la suivante : 
terres arables (92,5 %), zones urbanisées (5 %), forêts (1,8 %), prairies (0,7 %). L'évolution de l’occupation des sols de la commune et de ses infrastructures peut être observée sur les différentes représentations cartographiques du territoire : la carte de Cassini (XVIIIe siècle), la carte d'état-major (1820-1866) et les cartes ou photos aériennes de l'IGN pour la période actuelle (1950 à aujourd'hui).

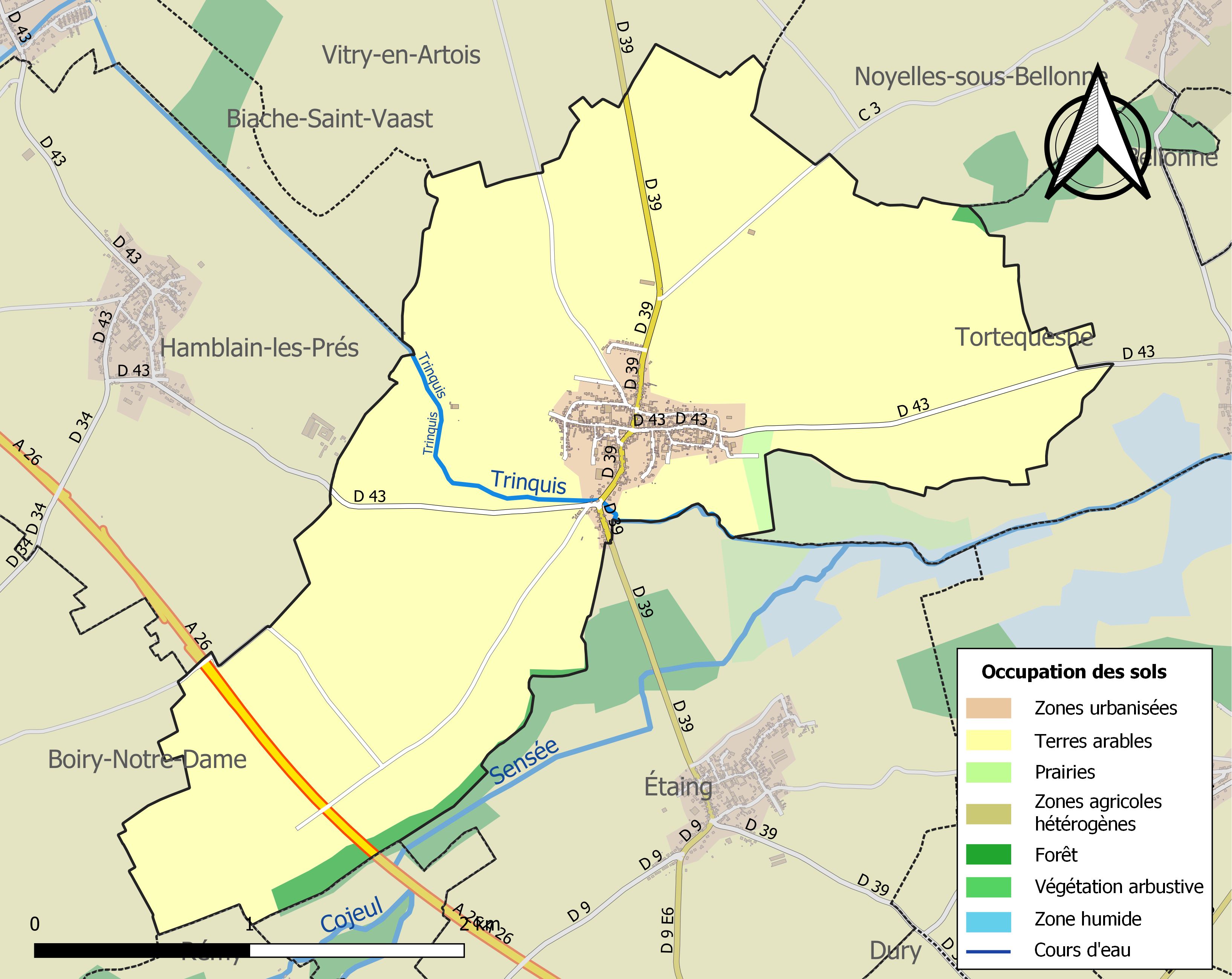
Carte des infrastructures et de l'occupation des sols de la commune en 2018 (CLC).

## Toponymie
Le nom de la localité est attesté sous les formes Ciliacum en 870 ; Salcis in pago Ostrebandensi en 880 ; Salliacum, Saliacum au XIe siècle ; Salchi en 1024 ; Salgi in Ostrevant en 1036 ; Salci en 1160 ; Sali, villa Sancte Rictrudis en 1169 ; Sailly au XIIe siècle ; Sailli-en-Ostrevant en 1312 ; Sailly-en-Autrevant en 1720 ; Sailly en Ostrevent en 1793 ; Sailly et Sailly-en-Ostrevent depuis 1801.
Sailly est issu de saltus qui signifie bois.
L'Ostrevent est un pays traditionnel du nord de la France entre la Flandre française et le Hainaut français, une région située en majeure partie dans le département du Nord, mais comprenant quelques communes du Pas-de-Calais.

## Histoire
D'après l'historien français Auguste de Loisne : « Sailly-en-Ostrevant, en 1789, faisait partie de la gouvernance d'Arras et suivait la coutume d'Artois. Son église paroissiale, diocèse d'Arras, doyenné de Douai, district de Vitry, était consacrée à saint Albin ; l'abbé de Marchiennes présentait à la cure. »
Après la Première Guerre mondiale, la commune est décorée de la croix de guerre 1914-1918 par décret du 23 septembre 1920, distinction également attribuée à 276 autres communes du Pas-de-Calais.
Lors de la Seconde Guerre mondiale, le lieutenant André Stiquel, du groupe de chasse I/4, est abattu en combat aérien le 26 mai 1940, en protection d'une mission de reconnaissance photographique sur Arras. Son avion et son corps ont été enfouis dans les marais, d'où ils ont été extraits en 1942, sous la direction de M. Jambert,.

## Politique et administration

### Découpage territorial
La commune se trouve dans l'arrondissement d'Arras du département du Pas-de-Calais.

#### Commune et intercommunalités
La commune est membre de la communauté de communes Osartis Marquion qui regroupe 49 communes et totalise 42 651 habitants en 2021.

#### Circonscriptions administratives
La commune est rattachée au canton de Brebières.

#### Circonscriptions électorales
Pour l'élection des députés, la commune fait partie de la première circonscription du Pas-de-Calais.

### Élections municipales et communautaires

#### Liste des maires
| Période                                  | Période                       | Identité              | Étiquette | Qualité                         |
| ---------------------------------------- | ----------------------------- | --------------------- | --------- | ------------------------------- |
| Les données manquantes sont à compléter. |                               |                       |           |                                 |
| 1971                                     |                               | Jules Mazingue        |           |                                 |
| mars 2001                                | 2008                          | Jean-Claude Gauguery  |           |                                 |
| mars 2008                                | décembre 2022                 | Anne-Sophie Deroubaix |           | Réélu pour le mandat 2014-2020, |
| 5 juillet 2020                           | septembre 2022 Démissionnaire | Jacques Bastien       |           | Ancien employé,                 |
| Décembre 2022                            | En cours (au 8 juin 2023)     | Serge Mazingue        |           | Retraité de Renault Douai       |

## Équipements et services publics

### Enseignement
La commune est située dans l'académie de Lille et dépend, pour les vacances scolaires, de la zone B.
Elle administre l'école primaire Jules Jambart.

## Population et société

### Démographie
Les habitants sont appelés les Saillysiens.

#### Évolution démographique
L'évolution du nombre d'habitants est connue à travers les recensements de la population effectués dans la commune depuis 1793. Pour les communes de moins de 10 000 habitants, une enquête de recensement portant sur toute la population est réalisée tous les cinq ans, les populations de référence des années intermédiaires étant quant à elles estimées par interpolation ou extrapolation. Pour la commune, le premier recensement exhaustif entrant dans le cadre du nouveau dispositif a été réalisé en 2005.

En 2022, la commune comptait 667 habitants, en évolution de −8,25 % par rapport à 2016 (Pas-de-Calais : −0,72 %, France hors Mayotte : +2,11 %).
| 1793 | 1800 | 1806 | 1821 | 1831 | 1836 | 1841 | 1846 | 1851 |
| ---- | ---- | ---- | ---- | ---- | ---- | ---- | ---- | ---- |
| 542  | 650  | 694  | 882  | 910  | 857  | 824  | 801  | 795  |

| 1856 | 1861 | 1866 | 1872 | 1876 | 1881 | 1886 | 1891 | 1896 |
| ---- | ---- | ---- | ---- | ---- | ---- | ---- | ---- | ---- |
| 797  | 802  | 797  | 771  | 750  | 757  | 726  | 732  | 718  |

| 1901 | 1906 | 1911 | 1921 | 1926 | 1931 | 1936 | 1946 | 1954 |
| ---- | ---- | ---- | ---- | ---- | ---- | ---- | ---- | ---- |
| 670  | 684  | 680  | 526  | 556  | 603  | 613  | 557  | 607  |

| 1962 | 1968 | 1975 | 1982 | 1990 | 1999 | 2005 | 2006 | 2010 |
| ---- | ---- | ---- | ---- | ---- | ---- | ---- | ---- | ---- |
| 679  | 660  | 640  | 666  | 649  | 647  | 671  | 671  | 718  |

| 2015 | 2020 | 2022 | - | - | - | - | - | - |
| ---- | ---- | ---- | - | - | - | - | - | - |
| 720  | 672  | 667  | - | - | - | - | - | - |

#### Pyramide des âges
En 2018, le taux de personnes d'un âge inférieur à 30 ans s'élève à 33,8 %, soit en dessous de la moyenne départementale (36,7 %). À l'inverse, le taux de personnes d'âge supérieur à 60 ans est de 25,3 % la même année, alors qu'il est de 24,9 % au niveau départemental.
En 2018, la commune comptait 346 hommes pour 359 femmes, soit un taux de 50,92 % de femmes, légèrement inférieur au taux départemental (51,50 %).
Les pyramides des âges de la commune et du département s'établissent comme suit.
| Hommes | Classe d’âge | Femmes |
| ------ | ------------ | ------ |
| 0,9    | 90 ou +      | 1,5    |
| 5,2    | 75-89 ans    | 7,6    |
| 17,9   | 60-74 ans    | 17,5   |
| 22,7   | 45-59 ans    | 19,0   |
| 21,8   | 30-44 ans    | 18,4   |
| 16,1   | 15-29 ans    | 18,4   |
| 15,5   | 0-14 ans     | 17,5   |

| Hommes | Classe d’âge | Femmes |
| ------ | ------------ | ------ |
| 0,5    | 90 ou +      | 1,6    |
| 5,6    | 75-89 ans    | 8,9    |
| 16,7   | 60-74 ans    | 18,1   |
| 20,2   | 45-59 ans    | 19,2   |
| 18,9   | 30-44 ans    | 18,1   |
| 18,2   | 15-29 ans    | 16,2   |
| 19,9   | 0-14 ans     | 17,9   |

### Sports et loisirs

#### Sentier de randonnée
Le sentier de grande randonnée GR 121, reliant Wavre, en région Région wallonne (Belgique) à Boulogne-sur-Mer, dans le département du Pas-de-Calais (France), traverse le territoire de la commune.

## Culture locale et patrimoine

### Lieux et monuments

#### Monument historique

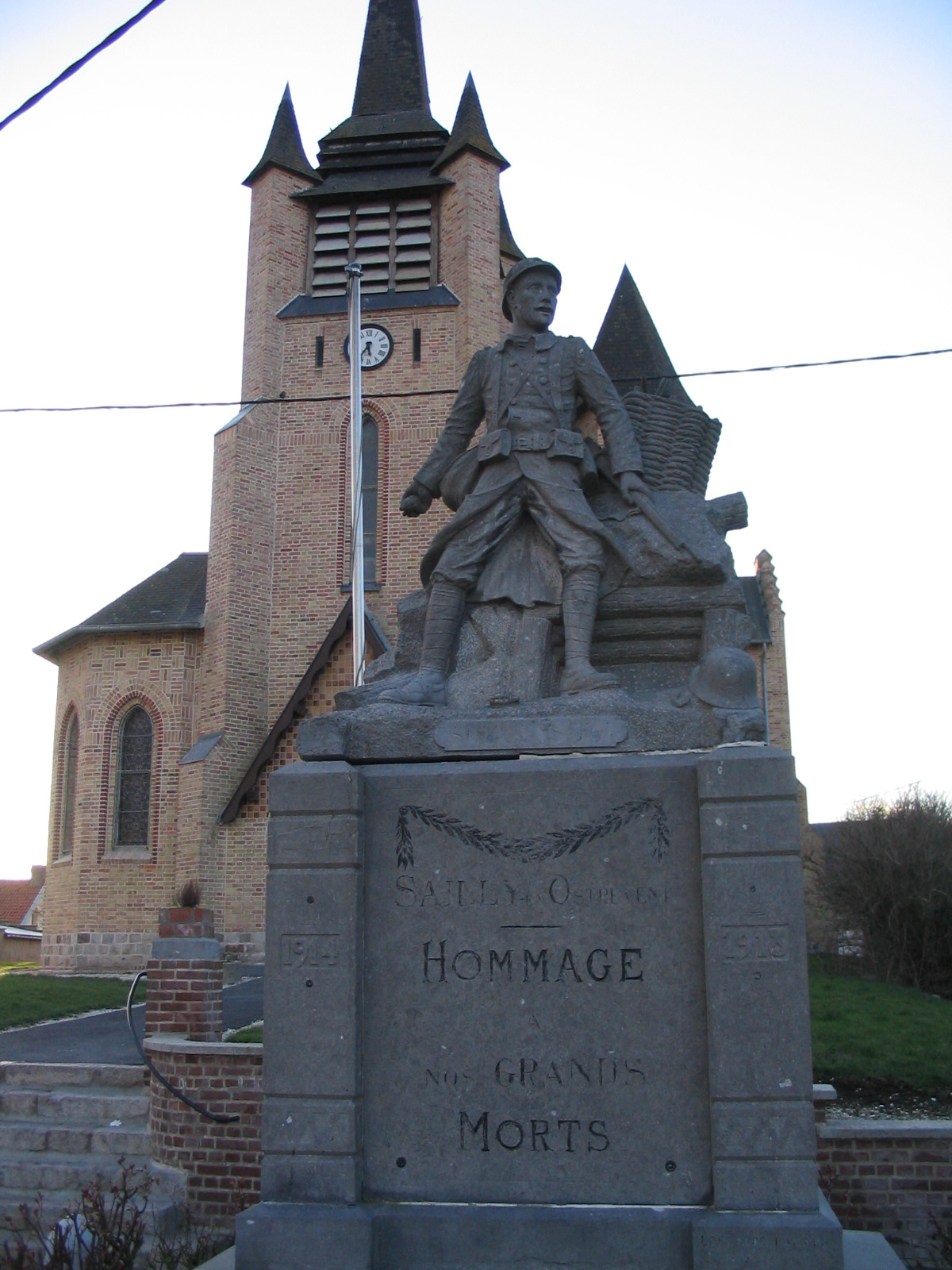
Le monument aux morts devant l'église.

- Le tumulus des Sept-Bonnettes, avec le cromlech classé au titre des monuments historiques par liste depuis 1889[37].

#### Autres lieux et monuments
- L'église Saint-Albin.
- La chapelle Notre-Dame de Pitié, vitraux conçus par Alain Mongrenier (2006).
- Les deux monuments aux morts : celui situé dans le cimetière communal, inauguré le 11 novembre 1923 et celui situé sur la place, devant l'église, inauguré le 12 octobre 1924, les deux monuments sont à l'initiative des anciens combattants[38].

### Héraldique
| Blason de Sailly-en-Ostrevent | Blason  | Taillé : au 1er de gueules aux sept bonnettes [pierres] d'argent sans ordre, au 2e de sinople à la gerbe de blé d'or ; à la cotice ondée en barre d'argent brochant sur la partition. Ornements extérieursCroix de guerre 1914-1918 |
| Blason de Sailly-en-Ostrevent | Détails | Le statut officiel du blason reste à déterminer. |

## Pour approfondir

#### Bases de données, dictionnaires et encyclopédies
- Ressources relatives à la géographie :   - Insee (communes)
  - Ldh/EHESS/Cassini
- Ressource relative à plusieurs domaines :   - Annuaire du service public français
- Notices d'autorité :   - BnF (données)